# (1220) Crocus
(1220) Crocus ist ein Asteroid des äußeren Hauptgürtels, der am 11. Februar 1932 vom deutschen Astronomen Karl Wilhelm Reinmuth an der Landessternwarte Heidelberg-Königstuhl der Universität Heidelberg entdeckt wurde.
Der Asteroid ist nach der Pflanzengattung Krokus benannt.